# Jack TRS

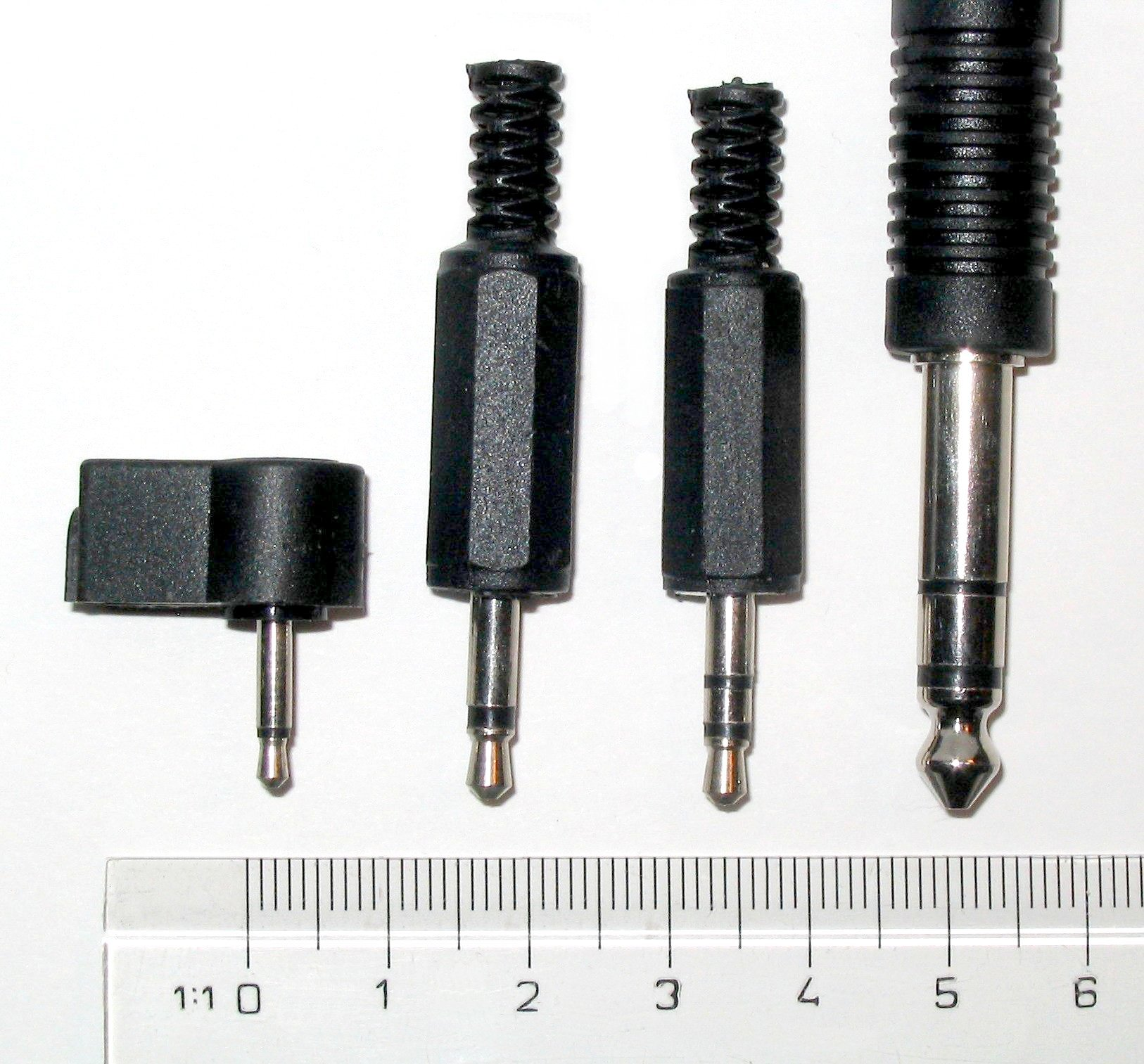
D'esquerra a dreta: mono de 2,5 mm; mono i estèreo de 3,5 mm; estèreo de 6,3 mm.

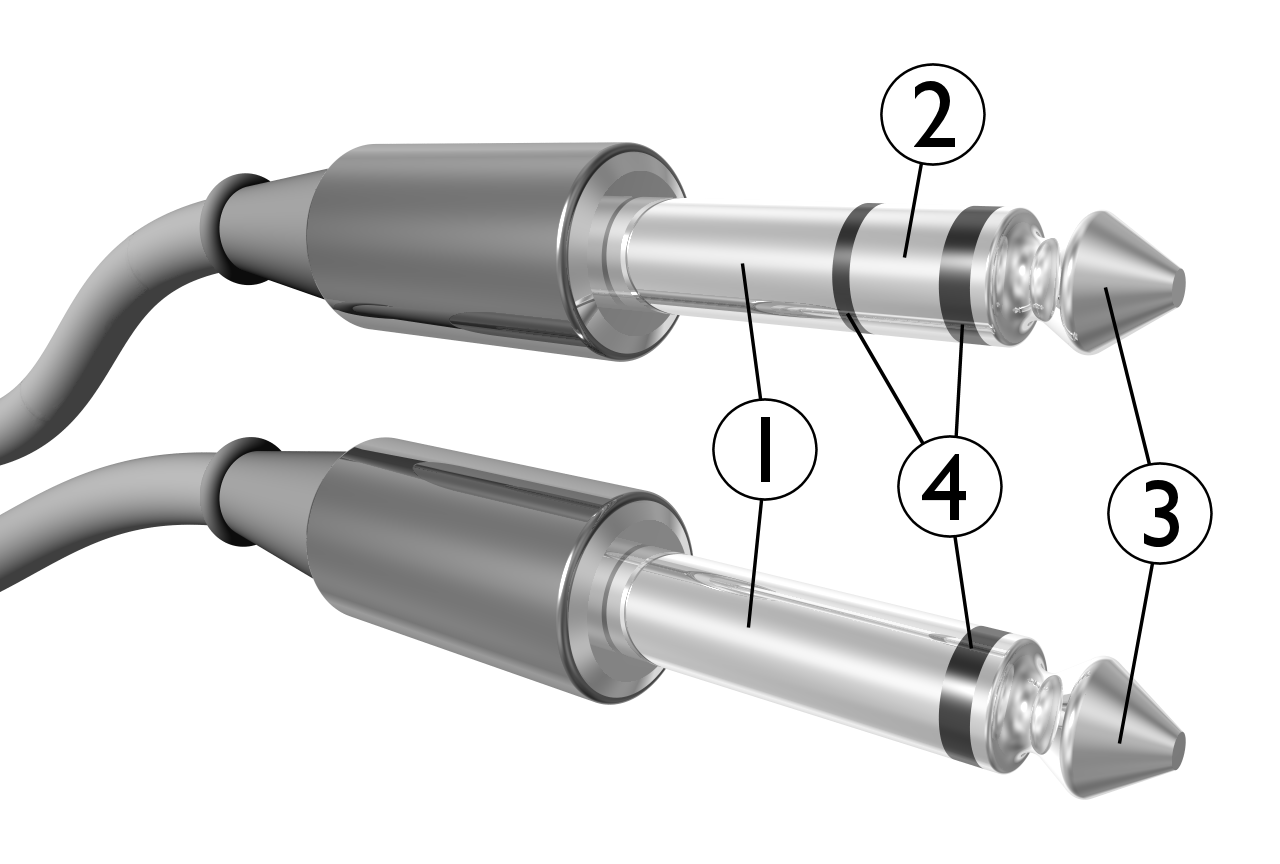
Connector plug de 6,3 mm:
I: cos : terra
2: cèrcol : canal dr. estèreo, negatiu en mono balancejat, potència en fonts que requereixen potència en mono
3: punta : canal esq. estèreo, positiu en mono balancejat, línia de senyal en mono no balancejat
4. Anells aïllants

Un jack TRS, connector TRS o simplement Jack, és un connector d'àudio utilitzat en nombrosos dispositius per a la interconnexió d'equips de so en format analògic.
Les sigles TS, TRS i TRRS, que s'afeigeixen al nom connector jack deriven del format del tipus de connector (segons la combinació: punta-anell-cos), és a dir, es denomina connector TS (tip-sleeve, "punta-cos"), de tipus monofònic, o connector TRS (tip-ring-sleeve, "punta-anell-cos"), de tipus estereofònic.
En dispositius mòbils, on els auriculars també inclouen micròfon, es denomina connector TRRS (tip-ring-ring-sleeve, "punta-anell-anell-cos"). Aquest és un connector d'àudio utilitzat en nombrosos dispositius per a la transmissió de so en format analògic.

## Diàmetres
Hi ha connectors Jack de diversos diàmetres:
1. El connector jack original de 6,35 mm (¼″, és a dir, un quart de polzada).
2. El connector jack de 3,5 mm (aproximadament ⅛″): és el tipus de connector més utilitzat, usat per a la sortida d'auriculars en dispositius portàtils, com els reproductors de mp3 i molts smartphones.
3. El jack miniatura de 2,5 mm (aproximadament 3/32″): és el connector menys utilitzat, però també en dispositius petits.

## Els connectors Jack en el PC

Els micros estereofònics que utilitzen càpsules electret es connecten d'aquesta manera.

### Codis de colors
(estàndards PCxx)
Són codis estandarditzats per Microsoft i Intel el 1999 per a ordinadors com a part dels estàndards PC99.
| Color          | Connector TS/TRS de 3,5 mm | Funcions                           |
| Verd           | TRS                        | sortida estèreo, canals frontal    |
| Negre          | TRS                        | sortida estèreo, canals posteriors |
| Gris           | TRS                        | sortida estèreo, canals laterals   |
| Daurat/taronja | TRS                        | sortida dual, centre i subwoofer   |
| Blau           | TRS                        | entrada estèreo, nivell de línia   |
| Rosa/Roig      | TS                         | entrada micròfon mono/estèreo      |

Les targetes de so dels ordinadors comuns utilitzen aquest tipus de connectors, sempre de tipus femella, al qual cal connectar els altaveus o altres dispositius per mitjà d'un connector Jack mascle de 3,5 mm de diàmetre. En el cas dels ordinadors, atès que tenen diversos connectors d'aquest tipus, s'utilitza un codi de colors per tal de distingir-los:
- Verd: sortida de línia estèreo per connectar altaveus o auriculars
- Blau: entrada de línia estèreo, per capturar so de qualsevol font, llevat d'un micròfon
- Rosa/Vermell: entrada d'àudio, per a connectar un micròfon

Els ordinadors dotats de sistema de so envoltant 05/01 usen a part aquestes connexions:
- Gris: sortida de línia per connectar els altaveus laterals
- Negre: sortida de línia per connectar els altaveus del darrere tip=L, ring=R
- Taronja: sortida de línia per connectar l'altaveu central (tip)(cèrcol) o el subwoofer (subgreus) (ring)(punta)

### Galeria

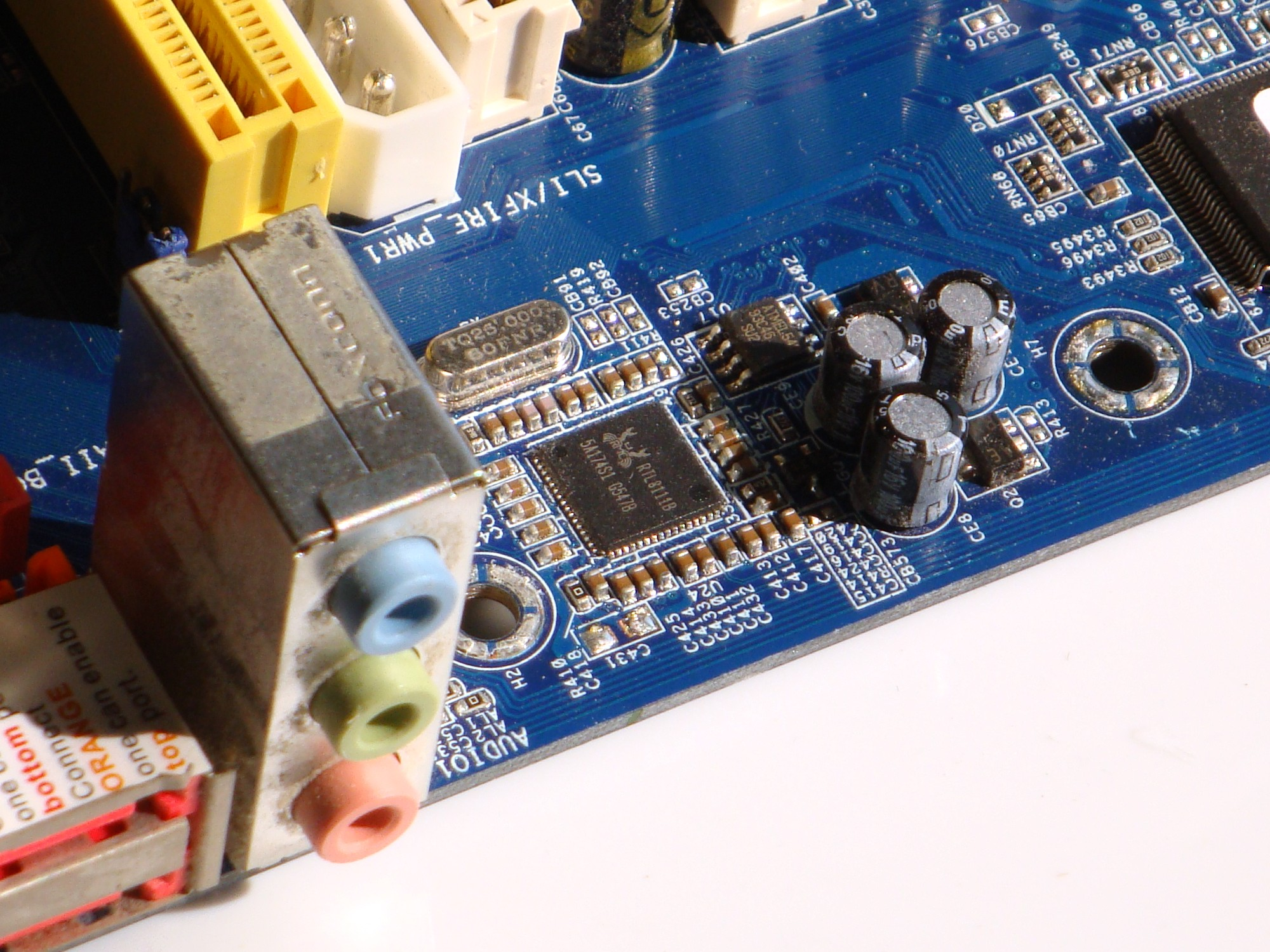
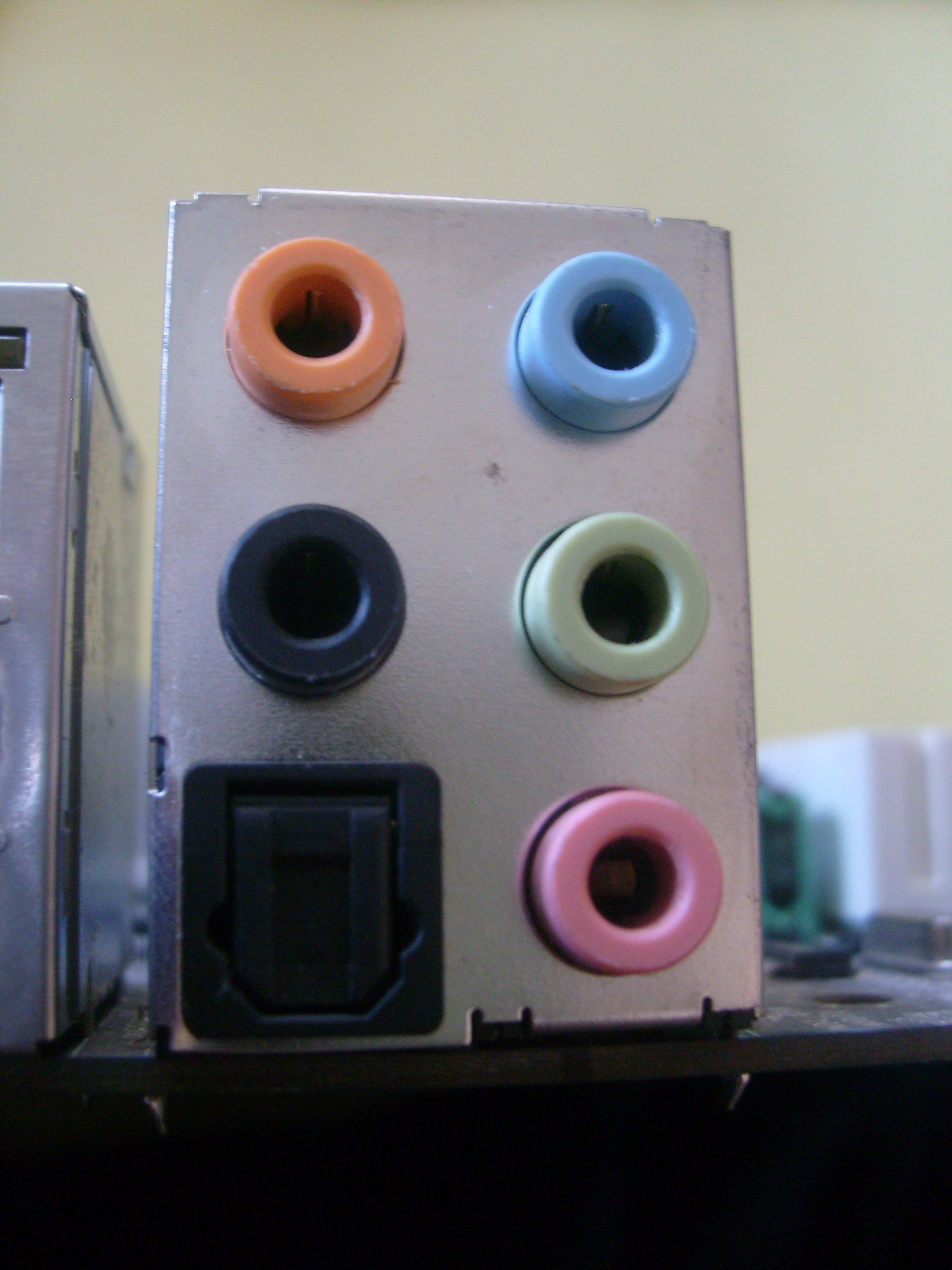
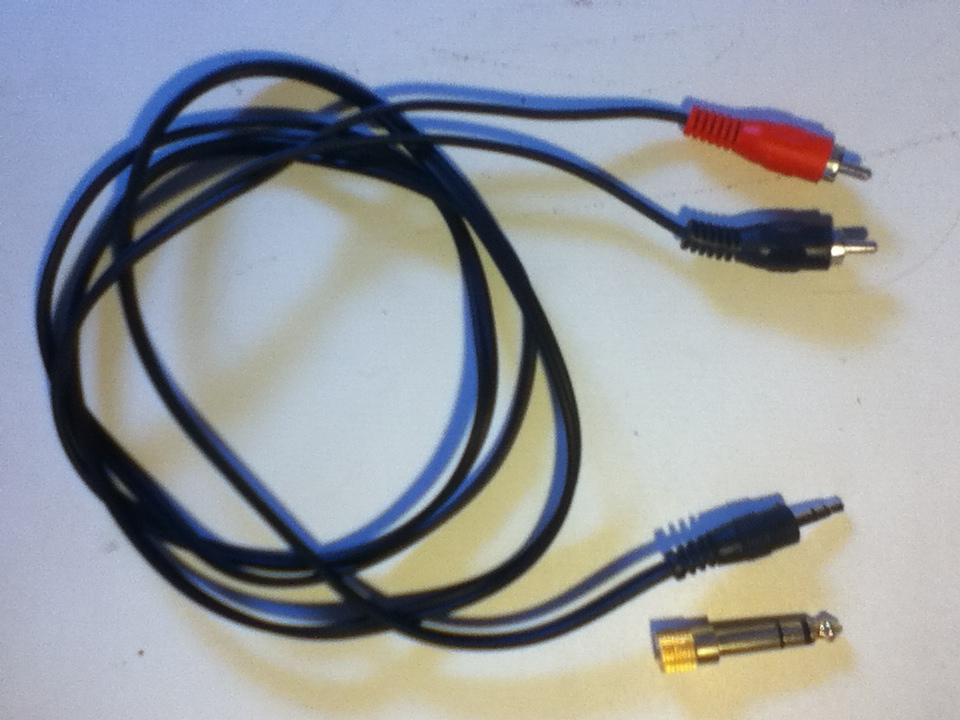
Adaptador  RCA - minijack costat adaptador minijack-jack estèreo.
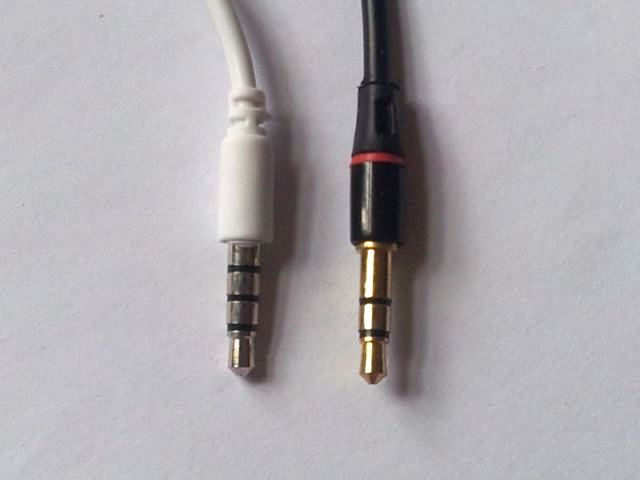
Jack blanc: TRRS estèreo + micròfon. Jack negre: TRS estèreo.

## PDAs & Telèfons mòbils (Àudio-Vídeo)

### Estàndards TRRS

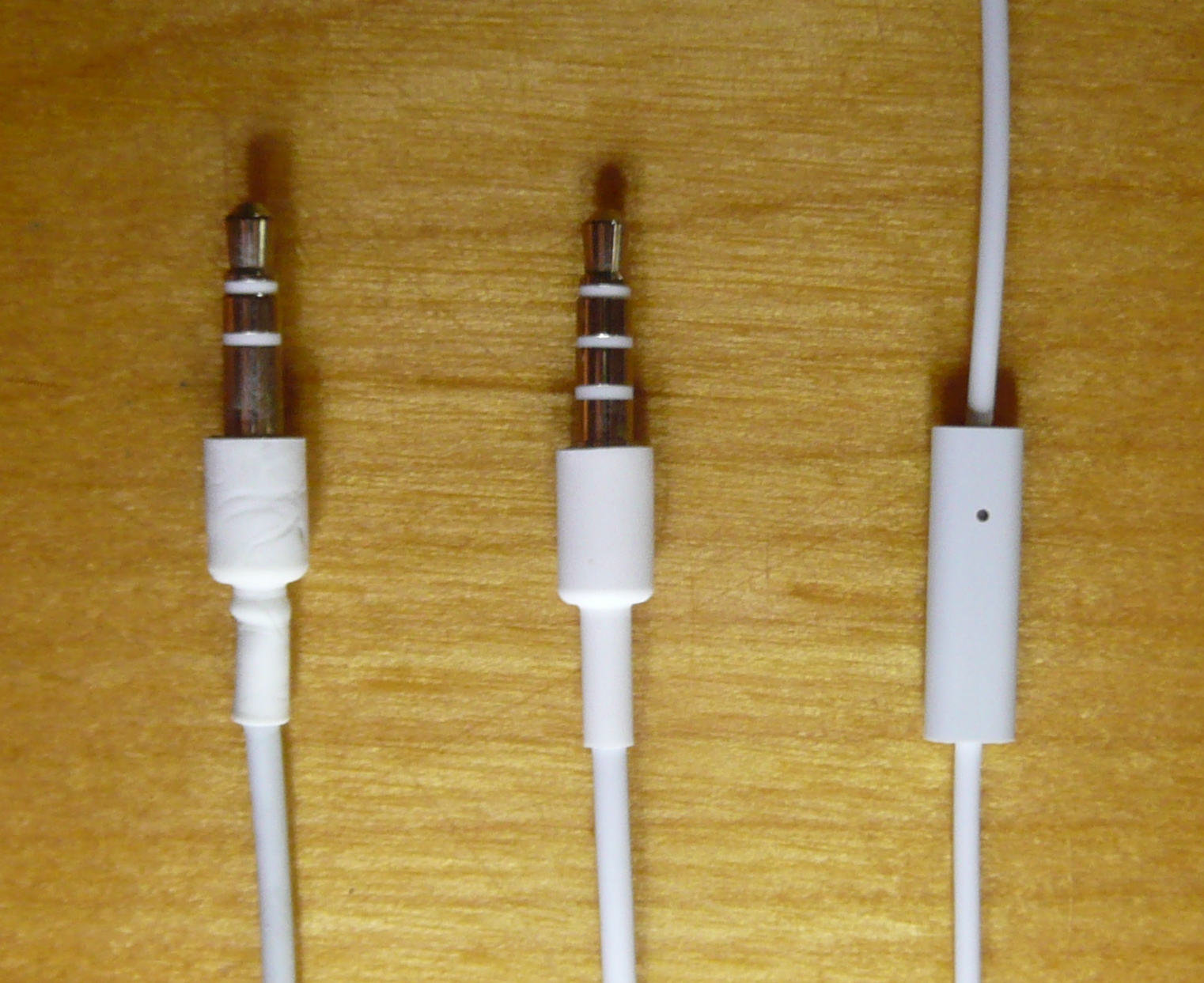
L'iPhone utilitza un connector d'auricular TRRS de 4-conductors (centre) pel seu headset (micròfon i botó de control dreta).

| Estàndard     | Punta          | Anell 1        | Anell 2    | Cos        | Dispositius que utilitzen aquest Estàndard |
| ------------- | -------------- | -------------- | ---------- | ---------- | --- |
| OMTP          | Àudio esquerre | Àudio dret     | Micròfon   | Massa      | Els Nokia antics (i també els Lumia a partir de la 2ª gen), els Samsung antics (2012 Chromebooks), els Sony Ericsson antics(Xperia 2010 i 2011), Sony (PlayStation Vita), OnePlus One                                                                                               |
| AHJ / de CTIA | Àudio esquerre | Àudio dret     | Massa      | Micròfon   | Els Apple, HTC, LG, Blackberry, els Nokia més tardans (incloent els Lumia de 1ª gen. així com els models més tardans), els Samsung més tardans, Jolla, Sony (Dualshock 4), Microsoft (incloent controlador Surface i XboxOne amb adaptador de xat) la majoria de telèfons d'Android |
| Estil CTIA-AV | Àudio esquerre | Àudio dret     | Massa      | Vídeo CVBS | Els Apple iPod (fins a la 6a Generació), Raspberry Pi (de 2014 cap endavant), Xbox 360 E, Zune, alguns telèfons mòbils |
| Vídeo/Audio1  | Àudio esquerre | Vídeo de CVBS  | Massa      | Àudio dret | Les Càmeres Sony i Panasonic. Nota: En alguna càmera primerenca de Sony, aquest connector era a la vegada connector d'auricular. Quan s'inseria un jack d'auricular, l'Anell 2 quedava creuat al cos del connector i la càmera lliurava l'àudio dret per l'Anell 1.                 |
| Vídeo/Audio2  | Vídeo de CVBS  | Àudio esquerre | Àudio dret | Massa      | Les càmeres genèriques, els reproductors de DVD i VCD portàtils, Western Digital TV live, alguns TV LG més tardans |
| Vídeo/Audio3  | Vídeo de CVBS  | Àudio esquerre | Massa      | Àudio dret | Toshiba TVs |

### Variants TRRS
Certs equips que requereixen vídeo conjuntament amb entrada/sortida d'àudio stereo de vegades utilitzen connectors TRRS de 3.5mm. Cal saber però, que existeixen dues variants incompatibles, la de 15 mil·límetres (0.59 in) de llargària i la de 17 mm (0.67 in), utilitzant el tipus incorrecte pot senzillament no funcionar, o fins i tot podria causar un dany físic.
Intentant inserir a fons el jack més llarg (17mm) a un receptacle dissenyat per al més curt (15mm), el jack farà malbé el receptacle, i pot avariar alguna part electrònica situada immediatament darrere del receptacle. Tanmateix, inserint parcialment l'endoll, funcionarà atès que les distàncies anell/anell/punta són iguals per ambdues variants.
Utilitzant l'endoll més curt amb un auricular o (cable de vídeo) dissenyat per al connector més llarg, farà que la rebava de l'endoll no s'enclavi dins la base, i a part pot causar un encaminament de senyal incorrecte i/o un curt-circuit dins l'equip (p. ex. la punta de l'endoll pot causar un curt-circuit dels contactes dins el receptacle - anell 1/punta, etc..).
La variant TRRS més curta de 15 mm és la més comuna i plenament compatible amb l'estàndard TRS de 3.5mm i els connectors TS.